# Татарашти (Хунедоара)
Татарашти (рум. Tătărăști) насеље је у Румунији у округу Хунедоара у општини Буржук. Oпштина се налази на надморској висини од 250 m.

## Историја
Према државном шематизму православног клира Угарске 1846. године ту живи 368 породица. Свештеници су били: поп Георгије Гаврил и поп Патриције Јовановић.

## Становништво
Према подацима из 2002. године у насељу је живело 209 становника.

### Попис2002.
| Расподела становништва по националности 2002.‍ | Расподела становништва по националности 2002.‍ | Расподела становништва по националности 2002.‍ | Расподела становништва по националности 2002.‍ | Расподела становништва по националности 2002.‍ |
| --------------------------------------------- | --------------------------------------------- | --------------------------------------------- | --------------------------------------------- | --------------------------------------------- |
|                                               |                                               |                                               |                                               |                                               |
| Румуни                                        | Румуни                                        |                                               | 204                                           | 97,6%                                         |
| Мађари                                        | Мађари                                        |                                               | 5                                             | 2,4%                                          |